# Caroline Beil
Caroline Beil (Amburgo, 3 novembre 1966) è un'attrice e conduttrice televisiva tedesca.

## Biografia

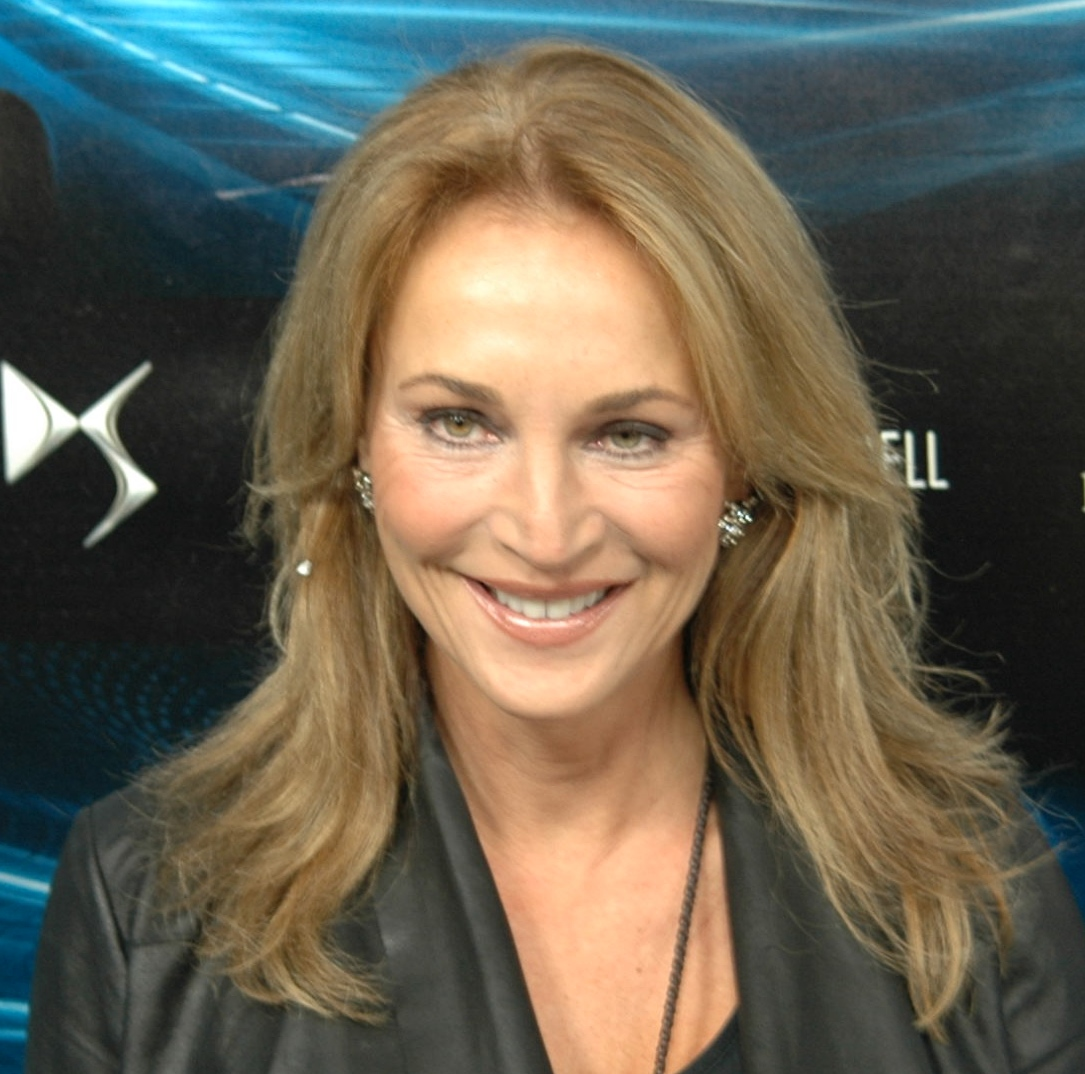
Caroline Beil (2014)

È figlia del noto cantante e compositore tedesco Peter Beil (morto nel 2007 a causa di un tumore) e Barbara Kalweit, Miss Amburgo nel 1964. 
Attiva principalmente in serie televisive, ha fatto parte della giuria di Miss Germania e ha recitato la parte di Fiona Marquadt nella soap opera Tempesta d'amore (2007-2008).
Inoltre ha scritto due libri: il primo tratta di consigli di bellezza, mentre il secondo, Già migliora, narra della morte di suo padre a causa di un tumore. 
Ha avuto un figlio da Pete Dwojack; i due si sono lasciati nel 2010. Attualmente è in coppia con Philipp.

## Filmografia
- 1995: Willkommen im Team (Kurzfilm)
- 1995: Sonntags geöffnet
- 1995: Eine Frau wird gejagt
- 1998: Ein ehrenwertes Haus
- 1999: Die Wache
- 2000: SK Kölsch
- 2001: Hausmeister Krause
- 2002: Wahnsinnsweiber
- 2004: Beauty Queen
- 2006: Alle lieben Jimmy
- 2006: Gute Zeiten, schlechte Zeiten
- 2007 – 2008: Tempesta d'amore (Sturm der Liebe)
- 2007: Alle lieben Jimmy
- 2008: Briefe an einen Engel
- 2008: Hannas Fest
- 2008: Chiamata d'emergenza (112 – Sie retten dein Leben) - Nico Zavelberg
- 2010: In aller Freundschaft
- 2010: Wilsberg
- 2010: Die Rosenheim-Cops
- 2011: Last Cop - L'ultimo sbirro (Der letzte Bulle)
- 2011 – 2012: Herzflimmern – Die Klinik am See
- 2012: Akte EX
- 2013: Squadra Speciale Stoccarda (SOKO Stuttgart): Vier Männer und ein Baby
- 2013: Linnea (cortometraggio)
- 2013: Promi Shopping Queen
- 2014: Herzlichen Glückwunsch, Sie haben gewonnen!
- 2015: SOKO 5113 – Rattenfänger
- 2015: Promi Shopping Queen

## Teatro
- 1996: Faust (Bad Hersfelder Festspiele)
- 2010: Inselkomödie - Lysistrate und die NATO (Theater am Schiffbauerdamm)
- 2014: Sommer 14 (Theater am Schiffbauerdamm)
- 2015: Hammerfrauen (Die Wühlmäuse, Berlin)

## Libri
- 2012: Die Berliner Antigone- musikalische Lesung und Uraufführung (Jüdisches Theater, Berlin)
- 2013: Neun Nonnen fliehen (Uraufführung von Rolf Hochhuth im Goethe-Theater, Bad Lauchstädt)
- 2014: Sex im Kopf (Gerhard Haase-Hindenberg, Autorenbuchhandlung Berlin)

## Audio-libri
- 1994: „Ruhe in Fetzen“ (Rita Mae Brown, RCA)
- 2014: „Neun Nonnen fliehen“ (Rolf Hochhuth, Bastei-Lübbe- Verlag)

## Programmi TV
- 2015: doppioTV (TV24, Schweiz)
- 2008: Hollywood Superstars (Das Vierte)
- 2006: Inside Dirty Dancing (für Guten Abend, RTL - RTL Nord)
- 2006: Dreh für die Deutsche AIDS-Hilfe in Namibia (SAT.1)
- 2005: Freitag Nacht News (RTL) (Gastauftritt)
- 2005: Die besten Filme aller Zeiten (Kabel 1)
- 2004: Hire or Fire (ProSieben)
- 2004: Panelmitglied bei Kenn' ich - die ultimative Serienshow (Kabel 1)
- 2004: Star-Duell (Jury-Mitglied) (RTL)
- 2004: Die besten Filmsongs aller Zeiten (Kabel 1)
- 2004: Unglaublich, aber wahr (Kabel 1)
- 2002: Deutscher Filmpreis (SAT.1)
- 2000: Miss Germany (SAT.1)
- 1999 - 2004: Blitz (SAT.1)
- 1995/1996: Movie 1, HH1
- 1995: Film up (RTL Nord)

## Eventi
- 2014: AUDI Directors Cut Talk, München
- 2014: Deutschlandfinale des Supermodel Contests, München
- 2013: Spa Diamond
- 2012: Porsche, Moers und Lübeck
- 2008: NCL Ball, Wiesbaden
- 2008: Frankfurter Opernball
- 2007: Porsche, Lübeck
- 2007: AIDS-Gala, Dresden
- 2006: Siemens, 100 Jahre Dynamowerk englisch, Berlin
- 2005: Showprogramm auf der MS Europa in Asien
- 2005: 50 Jahre SOS-Kinderdorf, München
- 2005: Jewellery Cocktail zur Inhorgenta, München
- 2004: Grand-Prix Ball, zweisprachig, Baden-Baden
- 2004: Fifi-Award, Frankfurt
- 2003: Gala Spa Award, Baden-Baden
- 2002: Effie-Gala, Berlin
- 2002: Deutsches Rotes Kreuz, Berlin
- 2001: Red Carpet Moderation Deutscher Fernsehpreis, Köln
- 2001: Jupiterverleihung, Berlin
- 2000: UNESCO-Gala, Neuss